# Podgrodzie Kaliskie (gmina)
Podgrodzie Kaliskie (od 1973 Dobrzec) – dawna gmina wiejska istniejąca w latach 1936–1954 w woj. łódzkim i poznańskim. Siedzibą władz gminy był Kalisz, który stanowił odrębną gminę miejską. Nazwa gminy nie odpowiada nazwie żadnej miejscowości, lecz jest nazwą opisową – obejmując tereny pod grodem Kaliszem.
Gmina Podgrodzie Kaliskie powstała 1 stycznia 1936 roku w powiecie kaliskim w woj. łódzkim z obszaru zniesionych gmin Kalisz, Tyniec i Żydów. Gminy te znacznie okrojono na korzyść Kalisza wiosną 1934 (Kalisz – 595 ha, Tyniec – 740 ha, Żydów – 445 ha, przez co stały się zbyt małe i utraciły sens bytu jako samodzielne jednostki; ponadto w granice adminstracyjne Kalisza włączono siedziby dwóch z tych gmin (Tyniec i Zagorzynek)..
1 kwietnia 1938 roku gminę wraz z całym powiatem kaliskim przeniesiono do woj. poznańskiego.
Po wojnie gmina zachowała przynależność administracyjną. Według stanu z dnia 1 lipca 1952 roku gmina składała się z 26 gromad: Biskupice, Borek, Chełmce, Dobrzec, Kościelna Wieś, Majków, Majków kol., Nędzerzew, Nosków, Pawłówek, Piwonice, Piwonice kol., Pólko, Rajsków, Skarszew, Skarszewek, Skarszewek kol., Sulisławice, Sulisławice kol., Szczypiorno, Szosa Turecka, Warszówka, Winiary, Wojciechówka, Wolica i Żydów.
Jednostka została zniesiona 29 września 1954 roku wraz z reformą wprowadzającą gromady w miejsce gmin. Po reaktywowaniu gmin z dniem 1 stycznia 1973 roku gminy Podgrodzie Kaliskie nie przywrócono, utworzono natomiast jej terytorialny odpowiednik, gminę Dobrzec. Obecnie duża część obszaru dawnej gminy wchodzi w skład Kalisza.